# Кобелей
Кобелей (каз. Көбелей, до 2008 г. — Дмитриевское) — село в Мугалжарском районе Актюбинской области Казахстана. Входит в состав Журынского сельского округа. Код КАТО — 154845300.

## Население
В 1999 году население селоа составляло 270 человек (130 мужчин и 140 женщин). По данным переписи 2009 года, в селое проживало 114 человек (59 мужчин и 55 женщин).